# Funcția semn

Funcția semn y = sgn(x)

În matematică, funcția semn sau funcția signum (denumire provenită din latinescul signum pentru semn) este o funcție impară pentru numere reale. Este notată sgn. 

## Definiție
Funcția semn a unui număr real x este definită ca:
{\displaystyle \operatorname {sgn}(x):={\begin{cases}-1&{\text{dacă }}x<0,\\0&{\text{dacă }}x=0,\\1&{\text{dacă }}x>0.\end{cases}}}